# Coronarctus tenellus
Coronarctus tenellus är en djurart som tillhör fylumet trögkrypare, och som beskrevs av Jeanne Renaud-Mornant 1974. Coronarctus tenellus ingår i släktet Coronarctus och familjen Coronarctidae. Inga underarter finns listade i Catalogue of Life.